# Оброчне (село, Ічалківський район)
Обро́чне (рос. Оброчное, ерз. Оброчное) — село у складі Ічалківського району Мордовії, Росія. Адміністративний центр Оброчинського сільського поселення.

## Населення
Населення — 1183 особи (2010; 1286 у 2002).
Національний склад (станом на 2002 рік):
- росіяни — 78 %